# Telpatlán
Telpatlán är en ort i Mexiko.   Den ligger i kommunen Vicente Guerrero och delstaten Puebla, i den sydöstra delen av landet, 230 km sydost om huvudstaden Mexico City. Telpatlán ligger 2 434 meter över havet och antalet invånare är 2 532.
Terrängen runt Telpatlán är lite bergig. Runt Telpatlán är det ganska tätbefolkat, med 149 invånare per kvadratkilometer. Närmaste större samhälle är Ajalpan, 16,2 km sydväst om Telpatlán. Omgivningarna runt Telpatlán är en mosaik av jordbruksmark och naturlig växtlighet.